# Claude Lamirault
Pour les articles homonymes, voir Lamirault.
Claude Lamirault, né le 12 juin 1918 dans le 16e arrondissement de Paris et mort le 27 mai 1945 à Orléans, est un résistant et officier français. Il est le chef du réseau Jade-Fitzroy dont il était un des deux principaux fondateurs avec Pierre Hentic. Il est fait compagnon de la Libération à titre posthume en 1945.

## Biographie
Militant à l'Action française, il effectue son service militaire au 27e Bataillon de chasseurs alpins en 1936-1938. Rappelé en 1939 au 27e BCA, il y fait la connaissance de camarades qui seront, par la suite, les premiers à entrer dans son réseau Jade-Fitzroy. Il quitte la France dès juin 1940, y laissant sa femme Denise, enceinte de leur premier enfant, pour gagner l'Angleterre via l'Afrique du Nord. À Londres, il rencontre Honoré d'Estienne d'Orves à qui il manifeste son impatience de retourner en France. Il est parachuté par les services britanniques dans la région de Rambouillet en décembre 1940 afin de créer en France un réseau de renseignements militaires dans les zones libre et occupée. Il retrouve son épouse à qui il révèle sa mission. Denise Lamirault confie leur enfant à ses propres parents et devient l'adjointe de son mari dans le réseau Jade-Fitzroy pendant les trois années qui suivront. Claude Lamirault retourne à quatre reprises en Angleterre avant d'être à nouveau parachuté en France, créant des réseaux de renseignements principalement dans les régions de Marseille et Toulon. 
Il est arrêté le 15 décembre 1943 à Paris à la station de métro Richelieu - Drouot. Après son arrestation, la direction de son réseau est confiée à sa femme Denise, jusqu'à l'arrestation de celle-ci, en avril 1944. Claude Lamirault est déporté à Dachau le 2 juillet 1944 par le train de la mort. Revenu de déportation, il reprend du service comme lieutenant-colonel au 2e Bureau, mais il meurt dans un accident d'automobile à Orléans (Loiret) le 27 mai 1945. Il est inhumé à Maisons-Laffitte (Yvelines). 

## Distinctions
- Chevalier de la Légion d'honneur[1],[2]
- Compagnon de la Libération à titre posthume par décret du 31 mai 1945[2],[1]
- Croix de guerre 1939–1945, palme de bronze[1],[2]

## Hommages
- Il y a une Allée Claude Lamirault à Maisons-Laffitte[1].